# Maria Luisa Baldoni
Maria Luisa Baldoni, detta Marisa, (L'Aquila, 18 gennaio 1929 – L'Aquila, 18 dicembre 2012), è stata una politica italiana, sindaco dell'Aquila tra il 1992 ed il 1993.

## Carriera
È stata esponente della corrente fanfaniana della Democrazia Cristiana e segretaria personale di Lorenzo Natali, più volte sottosegretario e ministro della Repubblica oltre che membro della commissione delle Comunità europee. Alla morte di Natali tornò in Italia, all'Aquila, dove ricoprì l'incarico di segretario provinciale della Democrazia Cristiana per otto anni.
Il 13 gennaio 1992 il consiglio comunale la elesse sindaco del capoluogo abruzzese, in sostituzione di Enzo Lombardi, dimessosi per potersi candidare al Senato della Repubblica. La Baldoni è stata la prima donna a ricoprire tale carica, che mantenne sino al 29 febbraio 1993.
Morì il 18 dicembre 2012 all'età di 83 anni. I funerali furono celebrati all'Aquila nella basilica di Santa Maria di Collemaggio.